# John Storgårds
John Gunnar Rafael Storgårds (nacido el 20 de octubre de 1963 en Helsinki) es un violinista y director de orquesta finlandés.
Storgårds estudió violín con Esther Raitio y Jouko Ignatius en la Academia Sibelius en Helsinki, y continuó con sus estudios de violín con Jaim Taub en Israel. Fue un miembro fundador de la Orquesta de cámara Avanti!. Después de su experiencia dirigiendo orquestas desde el puesto de concertino o violín principal, su interés en la dirección orquestal aumentó después de una invitación para dirigir la Orquesta Sinfónica de la Universidad de Helsinki. Posteriormente regresó a la Academia Sibelius de 1993 a 1997 para estudiar dirección de orquesta con Jorma Panula y Eri Klas. 
En 1996, Storgårds se convirtió en director artístico de la Orquesta de Cámara de Laponia. Con la Orquesta Filarmónica de Helsinki, se convirtió en director principal Invitado en 2003 y, posteriormente, Director Principal en el otoño de 2008, con un contrato inicial de cuatro años. Su contrato con la Filarmónica de Helsinki fue prorrogado hasta 2014. En octubre de 2013, la orquesta anunció una ampliación de su contrato hasta diciembre de 2015, momento en el que Storgårds concluyó su estancia dirigiendo la orquesta. De 2006 a 2009, Storgårds fue director titular de la Orquesta Filarmónica de Tampere. Storgårds ha ocupado los cargos de director artístico de muchos festivales de verano, más recientemente, de la Festival de Música de Korsholm entre 2004-2006, y el Festival de Sonidos de Verano Avanti!. Fuera de Finlandia, en marzo de 2011, Storgårds fue nombrado director principal invitado de la Filarmónica de la BBC, tomando el cargo desde enero de 2012, reemplazando a Vassili Sinaisky. En enero de 2015, Storgårds fue nombrado director principal invitado del Centro Nacional de las Artes Orquesta (NACO), el segundo director en ostentar este título, a partir de la temporada 2015-2016 con un contrato inicial de tres temporadas.
Storgårds recibido el Premio del Estado finlandés en Música en 2002. Ha hecho un gran número de grabaciones para Ondine, Sony y BIS Records, incluyendo grabaciones de música de Andrzej Panufnik y John Corigliano. Su grabación del Concierto para Violín Luz Distante y la Segunda Sinfonía de Pēteris Vasks ganó el Disco de música clásica del año de Cannes en 2004. En 2014, publicó la grabación con la Filarmónica de la BBC de la integral de las sinfonías de Jean Sibelius, incluyendo su segunda grabación de tres fragmentos de la Octava Sinfonía.
Storgårds, su esposa y sus dos hijos viven en Rovaniemi.